# Amapá
Pour les articles homonymes, voir Amapá (homonymie).
L'Amapá (prononcé en portugais : /amaˈpa/) est un État fédéré du Brésil, situé sur la côte atlantique, dans l'extrême nord du pays. Il est bordé au nord par la France (Guyane) et le Suriname, à l'est par l'océan Atlantique et au sud et à l'ouest par le Pará. Il est délimité au sud par le delta de l'Amazone.
Il a une superficie de 140 276 km2 et compte 845 731 habitants en 2019.
Les villes les plus peuplées sont Macapá, la capitale (507 444 habitants) et Santana (113 854 habitants).

## Préhistoire

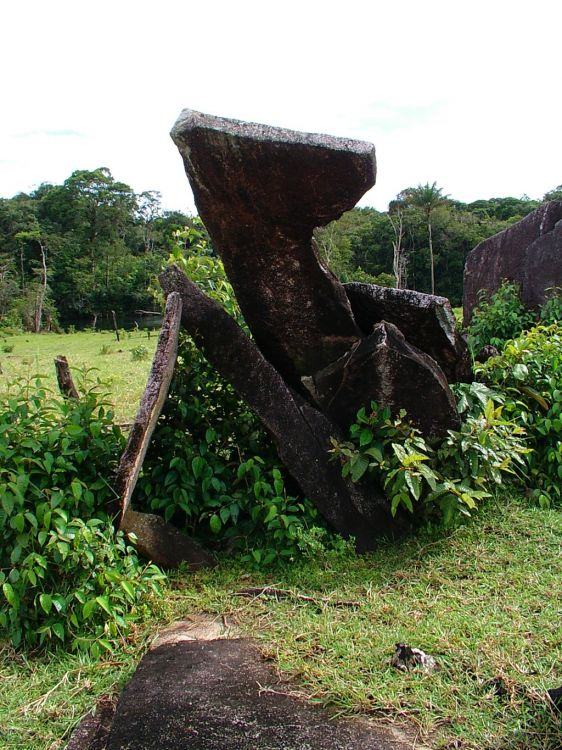
Site archéologique de Calçoene.

Une équipe d'archéologues brésiliens a découvert près de Calçoene, dans le bassin amazonien, près de la Guyane, un observatoire astronomique datant probablement de 2 000 ans (étude des céramiques trouvées sur les lieux).
Selon l’archéologue Mariana Petry Cabral, de l’Institut de recherche scientifique et technologique d’Amapá (IEPA), seule une société organisée a pu être en mesure d’ériger un tel monument mégalithique.
L’observatoire est constitué de 127 blocs de granite, mesurant chacun 3 m de hauteur, disposés en cercles réguliers dans une clairière de la forêt amazonienne.
À la veille de l'arrivée des Européens, la zone est occupée par les porteurs de la culture Aristé.

## Histoire
Par le traité de Tordesillas, le territoire de l'actuel Amapá était dévolu à l'Espagne qui ne l'a cependant jamais revendiqué. Pendant l'union des couronnes espagnole et portugaise, la région est érigée en capitainerie de Costa de Cabo Norte (Côte du cap Nord) sous la direction de Bento Maciel Parente (pt). Cette décision visait sa protection contre les Français, les Hollandais et les Britanniques qui s'installent peu à peu dans la région.
Néanmoins, les principaux adversaires des Portugais étaient les Français installés à Cayenne. Le traité d'Utrecht de 1713 reconnut définitivement le Portugal comme maître de la région. Jusqu'au XIXe siècle, l'Amapá ne sert que de rempart militaire sans activité économique. Lors de l'indépendance du Brésil en 1822, l'Amapá fait partie de la province de Pará.
La fièvre du caoutchouc au XIXe siècle profite à l'Amapá.
La dispute avec la France sur le tracé exact de la frontière entre le Brésil et la Guyane ne fut pas réglée pour autant par le traité d'Utrecht et continua durant une période appelée « Contesté franco-brésilien », qui prit fin en 1900 lorsque les droits du Brésil furent reconnus par un arbitrage suisse.
En 1943, il est séparé du Pará et érigé en territoire.
Dans les années 1940, des gisements de manganèse sont découverts et exploités par une filiale de Bethlehem Steel Company. En 1970, un milliardaire américain, Daniel K. Ludwig, implante un méga-projet, le projet Jari ; il s'agissait de fabrication de cellulose, d'exploitation de bois et de culture du riz. Ce projet n'aboutit pas.
En 1988, Amapá devient un État à l'occasion de l’adoption de la nouvelle constitution brésilienne.
L'Amapá a rendu en 1999 obligatoire l'enseignement du français dans les écoles publiques, à la suite d'une loi fédérale de 1998 obligeant les écoles publiques du pays à enseigner au moins une langue étrangère.
Le choix de l'Amapá pour le français s'explique par une volonté de rapprochement avec la Guyane, limitrophe, voire d'une volonté de désenclavement, vu l'isolement pour des raisons géographiques de cet État par rapport au reste du Brésil. Les garimpeiros, les chercheurs d'or brésiliens, qui prospectent en Guyane française de manière illégale, viennent à plus de 90 % de l'État brésilien de l'Amapá. Le plus souvent, ils possèdent des rudiments de français, vu que c'est la langue étrangère surtout enseignée dans les écoles de cet État, ce qui fait que les relations avec l'administration et la gendarmerie française en sont facilitées.

## Drapeau

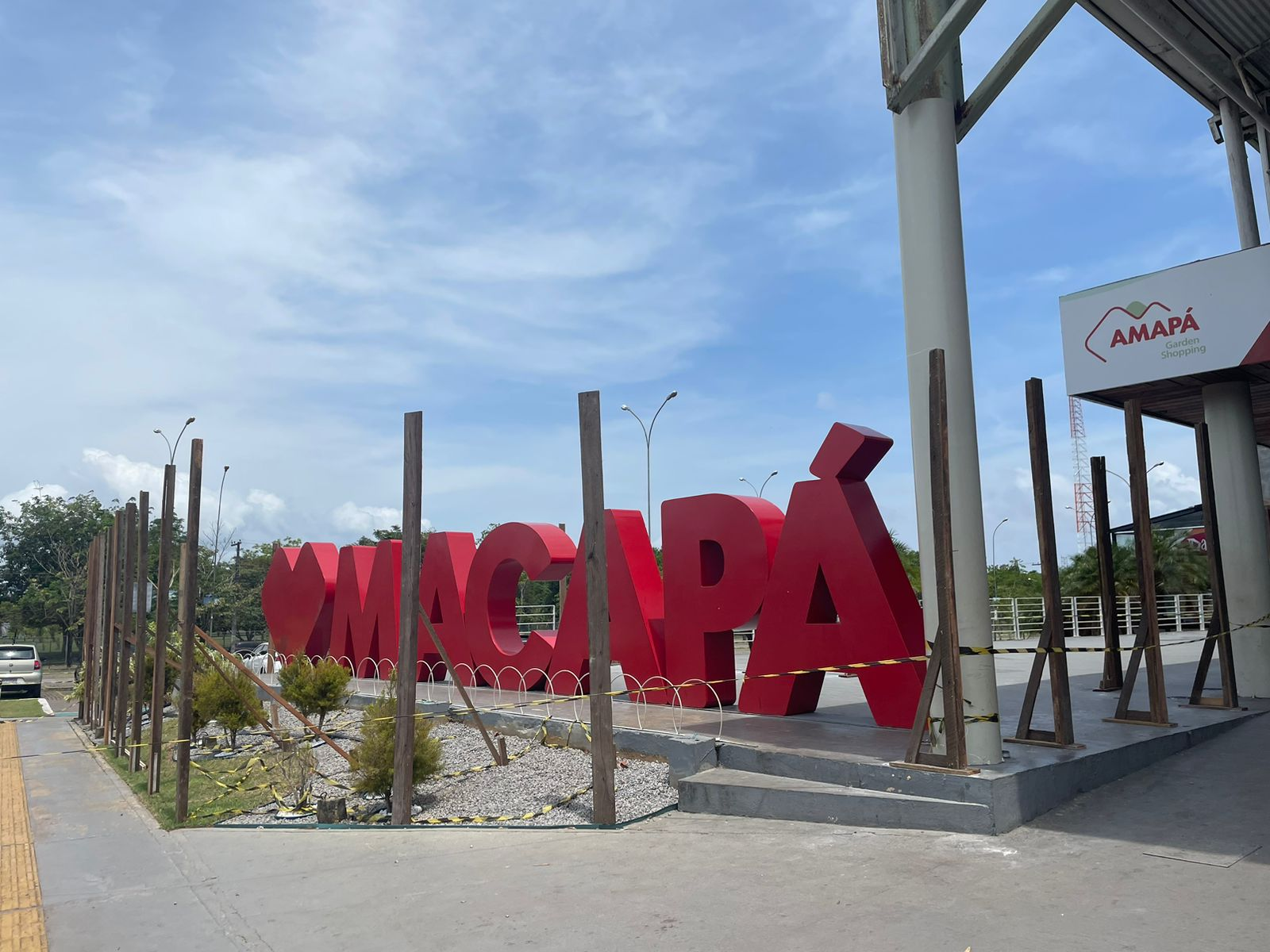
Symbole de l’état d’Amapá à la frontière avec la Guyane Française.

Le drapeau date de 1984 (décret no 008 du 23 avril[réf. souhaitée]). La couleur bleue au sommet symbolise le ciel au-dessus de l'Amapá, aussi bien que la justice ; le vert au centre les forêts pluviales locales ; le jaune au-dessous est un symbole d'union et de richesses naturelles. Le noir des bandes étroites rappelle ceux qui sont morts pour le bien de l'État, et le blanc la volonté de ce dernier de vivre en paix dans la stabilité. Le symbole gauche rappelle la forteresse de São José, d'où est née la capitale Macapá.

## Politique
L'État d'Amapá est un État du nord du Brésil très influencé par les préoccupations environnementales, et il est plutôt enclin à voter pour des progressistes issus du Parti des travailleurs (PT).

### Élections présidentielles
Depuis que l'Amapá est devenu État, il a toujours voté pour le candidat arrivé en tête au niveau national. À sa première participation lors des élections présidentielles de 1989, le candidat Fernando Collor de Mello du PRN y est arrivé en tête de justesse. À l'élection de 1994, Fernando Henrique Cardoso du Parti de la social-démocratie brésilienne s'y est imposé au premier tour avec 54,28 % des voix, et à nouveau en 1998 au premier tour avec 53 % des voix. En 2003 Luiz Inácio Lula da Silva du PT a obtenu plus de 60 % des voix au deuxième tour, en 2006 il a gagné l'État avec 60,83 % des voix, et lors de l'élection présidentielle de 2010, Dilma Rousseff s'est imposée avec un score inégalé dans l'histoire de l'État de 62,66 % des voix, soit 198 644 suffrages sur 338 553 exprimés.

### Politique locale
| Période | Période  | Identité                 | Étiquette | Qualité |
| ------- | -------- | ------------------------ | --------- | ------- |
| 1990    | 1991     | José Gilton Pinto Garcia | PTB       |         |
| 1991    | 1994     | Annibal Barcellos        | PFL       |         |
| 1995    | 2002     | João Capiberibe          | PSB       |         |
| 2002    | 2002     | Dalva Figueiredo         | PT        |         |
| 2003    | 2010     | Waldez Góes              | PDT       |         |
| 2010    | 2011     | Pedro Paulo Dias         | PP        |         |
| 2011    | 2014     | Camilo Capiberibe        | PSB       |         |
| 2015    | 2022     | Waldez Góes              | PDT       |         |
| 2023    | en cours | Clécio Luis              | SD        |         |

L'assemblée législative de l'État est composée de 24 députés d'État.

### Représentation fédérale
Le Brésil étant une fédération, chaque État plus le district fédéral envoie, quelle que soit sa population, trois sénateurs au Sénat fédéral.
À la Chambre des députés, l'Amapa possède huit députés, le minimum prévu par la constitution pour les États faiblement peuplés. Ces députés sont :
- Dalva Figueiredo - PT ;
- Janete Capiberibe - PSB ;
- Evandro Milhomen - PCdoB ;
- Fátima Pelaes - PMDB ;
- Luiz Carlos - PSDB ;
- Vinícius Gurgel - PRTB ;
- Davi Alcolumbre - DEM ;
- Sebastião Bala Rocha - PDT.

## Population
Les habitants sont appelés amapaenses en portugais. Ils étaient 831 027 en août 2018 (source IBGE). L'émigration est assez importante avec des Brésiliens pauvres venant d'autres États principalement du Nordeste et notamment de garimpeiros (chercheurs d'or illégaux).
En 2019, l'État compte 0,4 % de la population brésilienne>.
Population des communes (municipios) par ordre décroissant selon l'institut brésilien de géographie et statistique pour 2018 publié au journal officiel :
- Macapá, 507 444 hab ;
- Santana, 113 854 hab ;
- Laranjal do Jari, 46 639 hab ;
- Oiapoque, 24 892 hab ;
- Porto Grande, 20 143 hab ;
- Mazagão, 19 981 hab ;
- Tartarugalzinho, 15 665 hab ;
- Vitória do Jari, 14 680 hab ;
- Pedra branca do Amapari, 14 560 hab ;
- Calçoene, 10 345 hab ;
- Amapá, 8 690 hab ;
- Ferreira Gomes, 7 087 hab ;
- Cutias, 5 523 hab ;
- Itaubal, 5 061 hab ;
- Serra do Navio, 5 025 hab ;
- Pracuúba, 4 655 hab.

La capitale, Macapá, concentre plus de la moitié de la population de l'État (507 444 habitants et 621 298 avec la conurbation). L'institut brésilien de géographie et statistique estime que l'État dépassera le million d'habitants en 2025.

## Langue française
Historiquement, une partie de l'État parle une sorte de créole français, le karipúna (appelé lanc'patua Louço-Francés par les locuteurs), qui fait de cette zone le seul espace francophone du Brésil. Cette langue est aujourd'hui peu parlée, les estimations les plus généralement admises font état de 500 à 1 000 locuteurs ; certaines montent cependant jusqu'à 20 000 personnes.
Depuis 1999, l'État d'Amapá a rendu obligatoire l'enseignement du français dans les écoles publiques. Le français a un certain succès, car la Guyane est quasiment le  seul territoire étranger qui lui est limitrophe, et les pays anglophones sont très éloignés (le Guyana est le pays anglophone le plus proche). Les pays où l'on parle l'espagnol sont tous aussi hors d'atteinte, pour une population globalement assez pauvre et modeste, où les longs voyages sont coûteux. Les déplacements de la population, assez jeune, vers la Guyane française, sont très importants, où les emplois visés sont : garimpeiros (chercheurs d'or), dockers à Cayenne, travail dans le BTP (bâtiment et travaux publics), travaux agricoles, etc. L'Amapá est le seul État brésilien où la première langue étrangère apprise n'est pas l'espagnol, ni l'anglais, mais le français. Les institutions fédérales brésiliennes encouragent cette ouverture vers la Francophonie, vue comme un « tremplin » et un « pont » en direction des pays francophones.
Le Brésil souhaite maintenir l'usage du français dans cet État, car il ouvre des perspectives économiques et culturelles vers le marché et le monde francophones, alors que l'anglais et l'espagnol sont largement utilisés dans les autres États. Ainsi, cette démarche politique va en direction du monde francophone, qui n'est pas négligeable, surtout pour ce qui concerne des échanges avec la France, et un grand nombre d'États africains francophones. L'Amapá est donc vu comme une « fenêtre » expérimentale.

## Géographie
Le relief est peu accidenté ; l'altitude est en général inférieure à 300 m. Les rivières les plus importantes sont l'Amazone, le Jari, l'Oyapock (ou Oiapoque), l'Araguari, le Calçoene et le Rio Maracá.

## Économie
L'économie se base sur l'extraction de la noix du Brésil (castanha-do-Pará), du bois et l'exploitation du manganèse.
En 2019, l'État est responsable de 0,22 % du PIB du pays,,.

## Transport

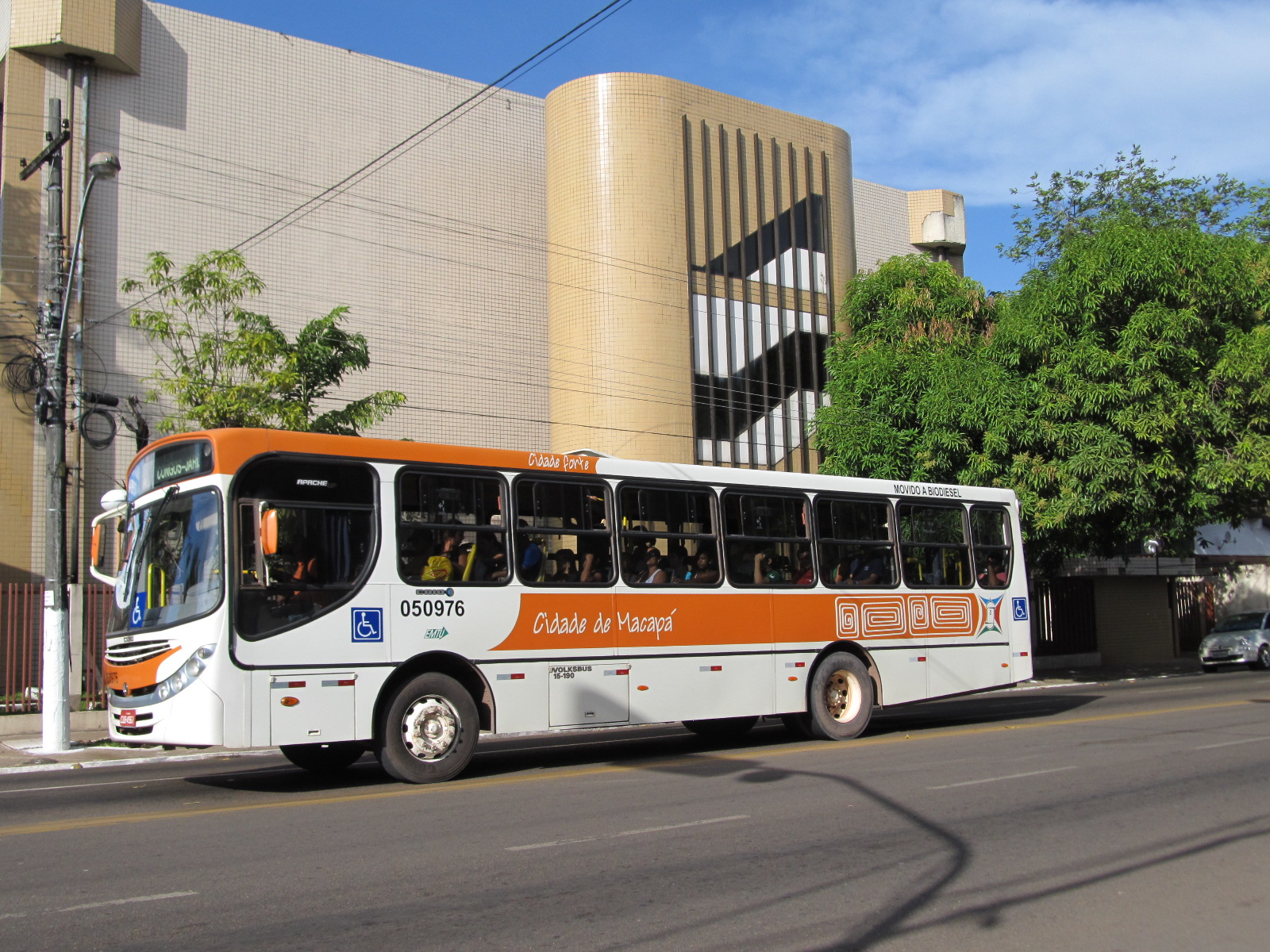
Un autobus à Macapá.

L'Amapá est l'unique État du Brésil à n'être relié par la route à aucun autre État du pays. Il existe deux routes fédérales :
- la BR-156, qui coupe l'État de nord en sud, commence au pont sur l'Oyapock sur la frontière avec la Guyane et se termine sur les berges du fleuve Jari, à la limite avec l'État du Pará ;
- la BR-210, couramment appelée Perimetral Norte, devait relier Macapá à l'État du Roraima mais sa construction a été abandonnée. Aujourd'hui ce sont 250 km de piste boueuse. Les quelques kilomètres qui ont été asphaltés l'ont été par des sociétés étrangères afin d'acheminer les énormes quantités de manganèse produites dans la région.

L'Amapá possède un port fluvial très compétitif qui reçoit des marchandises du monde entier et exporte ses produits. Il se situe à 30 km de Macapá, dans la commune de Santana. L'aéroport international de Macapá, situé presque en centre-ville, a déjà passé le quota espéré de passagers par an. Le gouvernement fédéral a ordonné la construction d'un nouvel aéroport, qui devrait sortir de terre fin 2007[réf. souhaitée].

## Municipalités
L'État compte seize municipalités : Amapá, Calçoene, Cutias, Ferreira Gomes, Itaubal, Laranjal do Jari, Macapá, Mazagão, Oiapoque, Pedra Branca do Amapari, Porto Grande, Pracuúba, Santana, Serra do Navio, Tartarugalzinho et Vitória do Jari.